# Barrage-poids

Vue de coupe d'un barrage-poids (le barrage de la Grande-Dixence, Suisse)

Un barrage-poids est un barrage construit à partir d’éléments de maçonnerie en béton, de roche et de terre et conçu pour retenir l'eau en utilisant seulement le poids de la matière qui s’oppose à la pression horizontale de l'eau s’exerçant sur le barrage. Les barrages-poids sont conçus de telle sorte que chaque section de barrage est stable, indépendamment de toute autre section de barrage. En 2008, environ 3 200 barrages sont de type poids à travers le monde.

## Classification

### Par les matériaux le constituant
La classification la plus commune des barrages-poids est faite par les matériaux composant sa structure : Les barrages en béton comprennent les barrages- poids :
- en béton :
  - en béton conventionnel : barrage Dworshak, barrage de Grand Coulee
  - en béton compacté au rouleau (BCR) : barrage de Willow Creek, barrage d'Upper Stillwater, réservoir de la Centrale hydroélectrique de Taum Sauk

- maçonnés : barrages de Pathfinder, et de Cheesman
- barrages poids creux, en béton armé : barrage de Braddock

Les barrages composites sont une combinaison de barrages en béton et en remblai. Les matériaux de construction de barrages composites sont identiques à ceux utilisés pour les barrages bétonnés et les barrages en remblai.

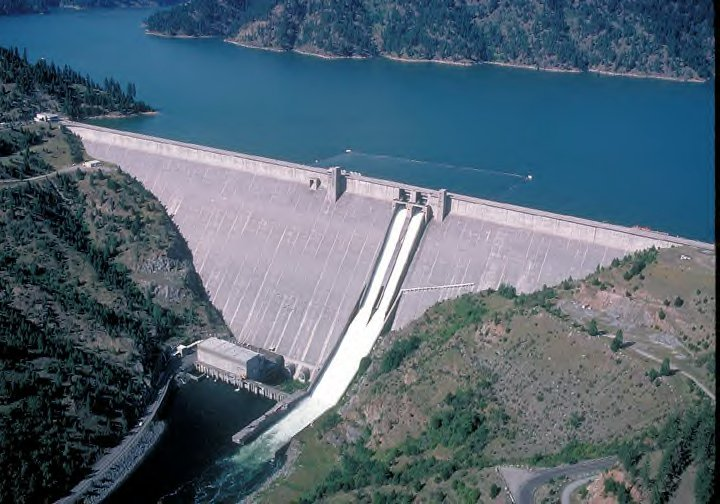
Le barrage Dworshak en béton conventionnel
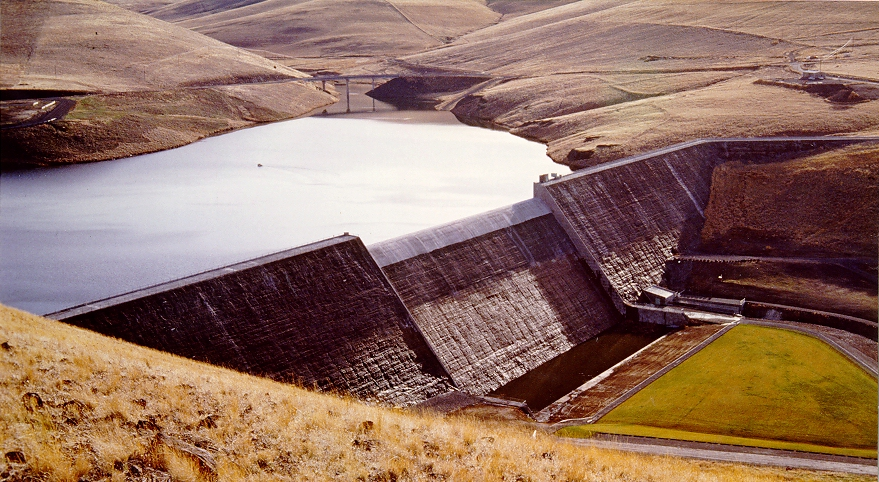
Le barrage de Willow Creek est un barrage-poids en béton compacté
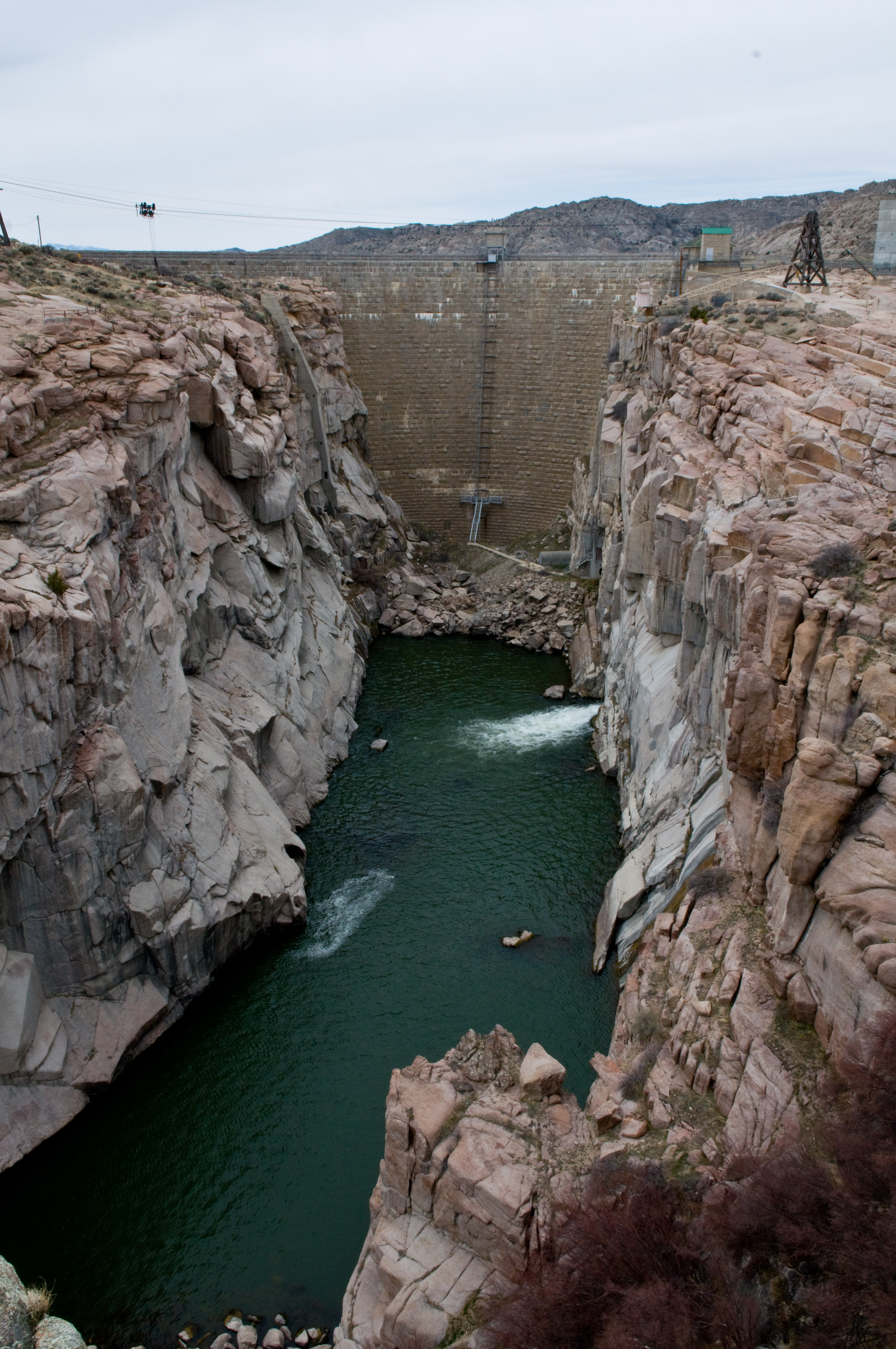
Le barrage de Pathfinder, ouvrage maçonné

### Par leurs formes
Les barrages-poids peuvent être classés par leur forme. La plupart des barrages-poids sont droits (barrage de Grand Coulee). Certains barrages-poids maçonnés et en béton sont courbes (barrage Shasta, barrage Hoover) pour ajouter de la stabilité grâce à l'action de l'arc. Ils combinent alors les qualités d'un barrage-voûte et d'un barrage-poids. On nomme alors ces ouvrages des barrage poids-voûte.

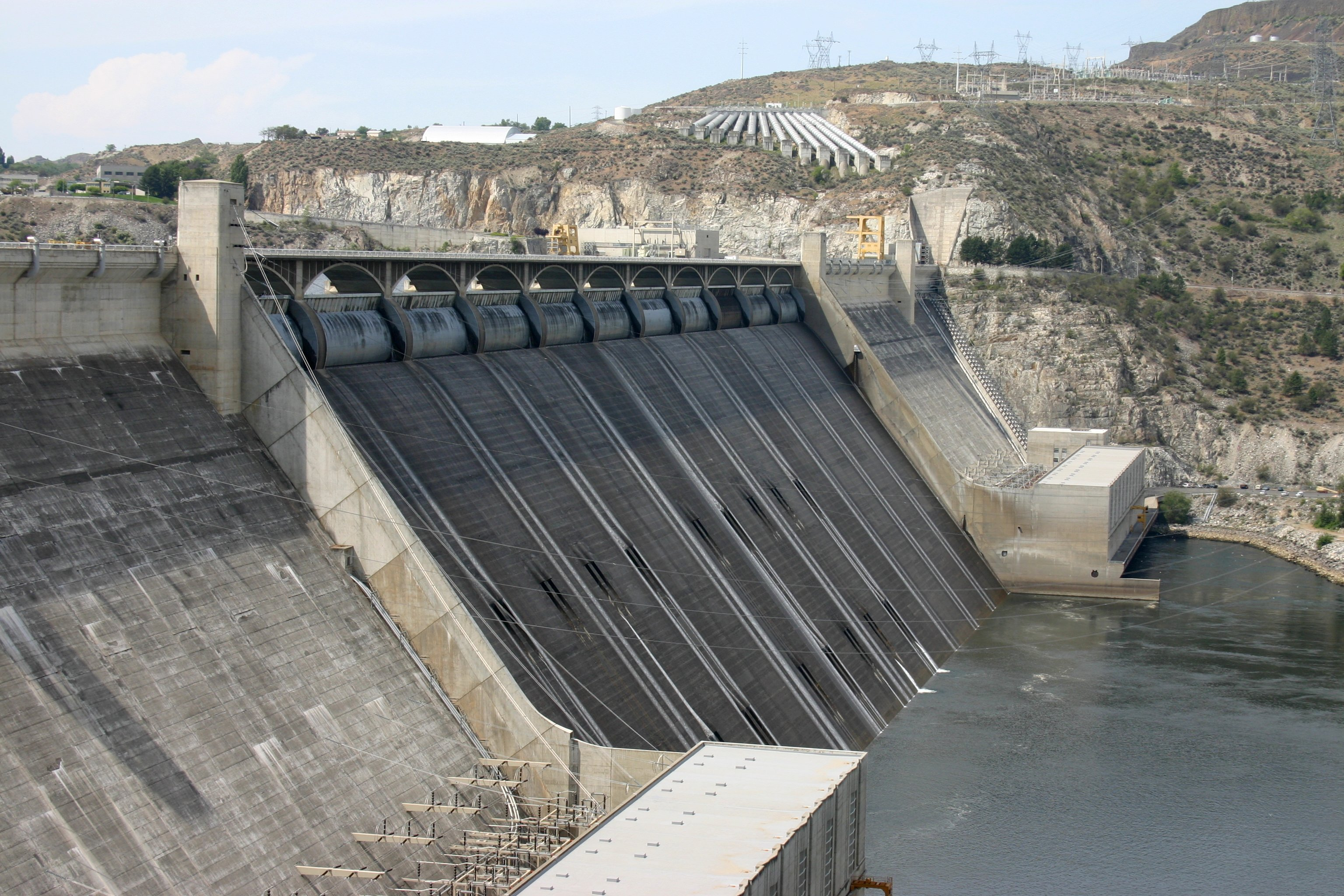
Barrage de Grand Coulee, États-Unis, de type barrage-poids
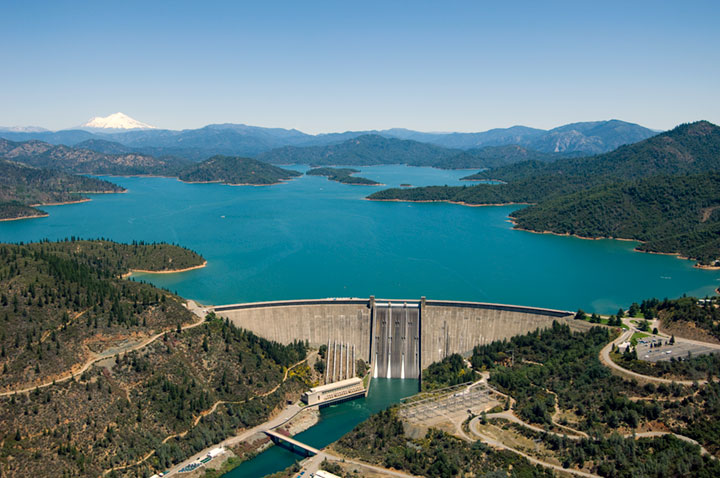
Barrage Shasta, États-Unis, de type barrage poids-voûte
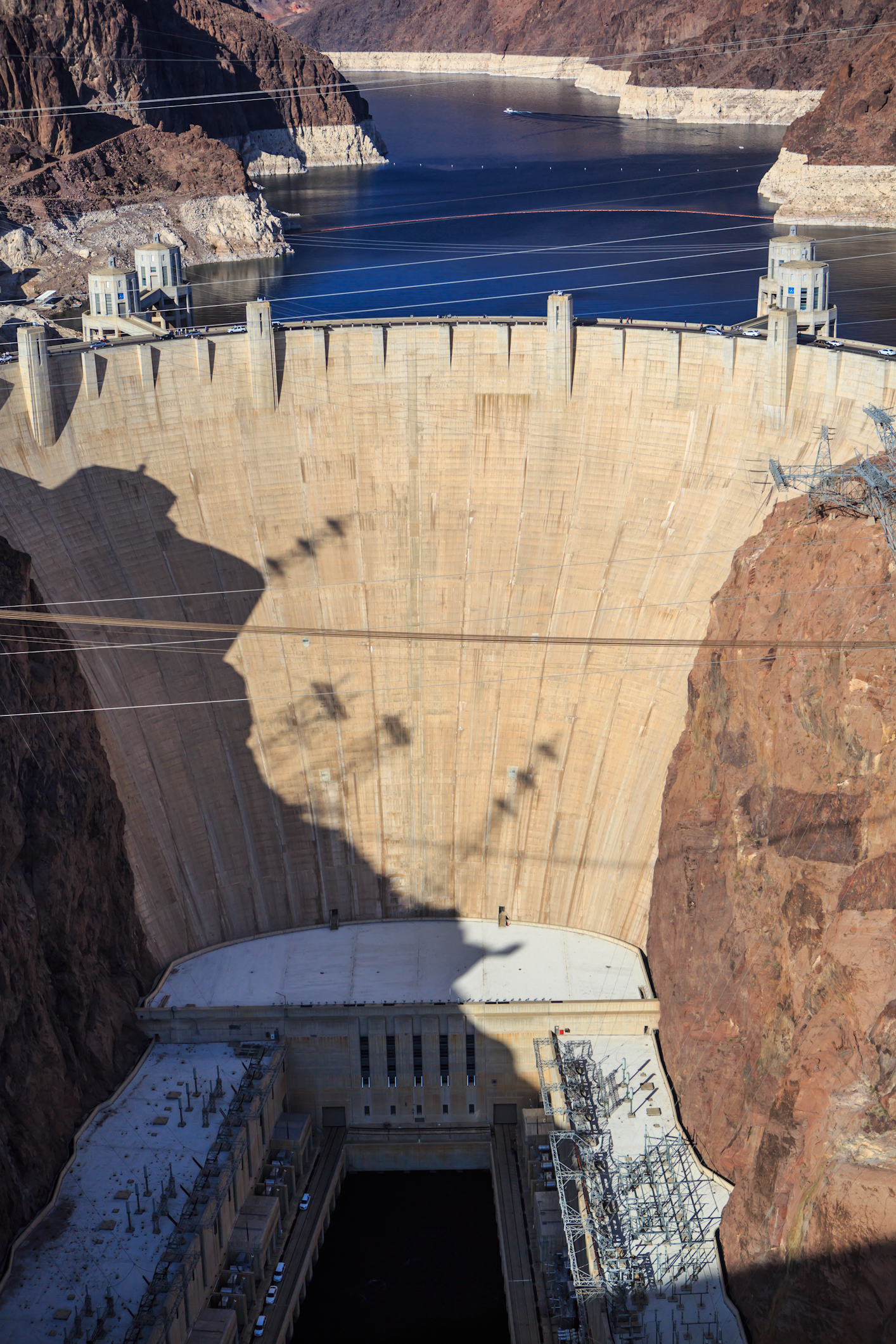
Barrage Hoover, États-Unis, de type barrage poids-voûte

Aussi, comme le barrage de type poids nécessite une grande quantité de matériaux, une conception avec contreforts et arches peut être envisagée pour économiser le béton. Arches et contreforts peuvent aussi être employés sur des ouvrages de type voûte.

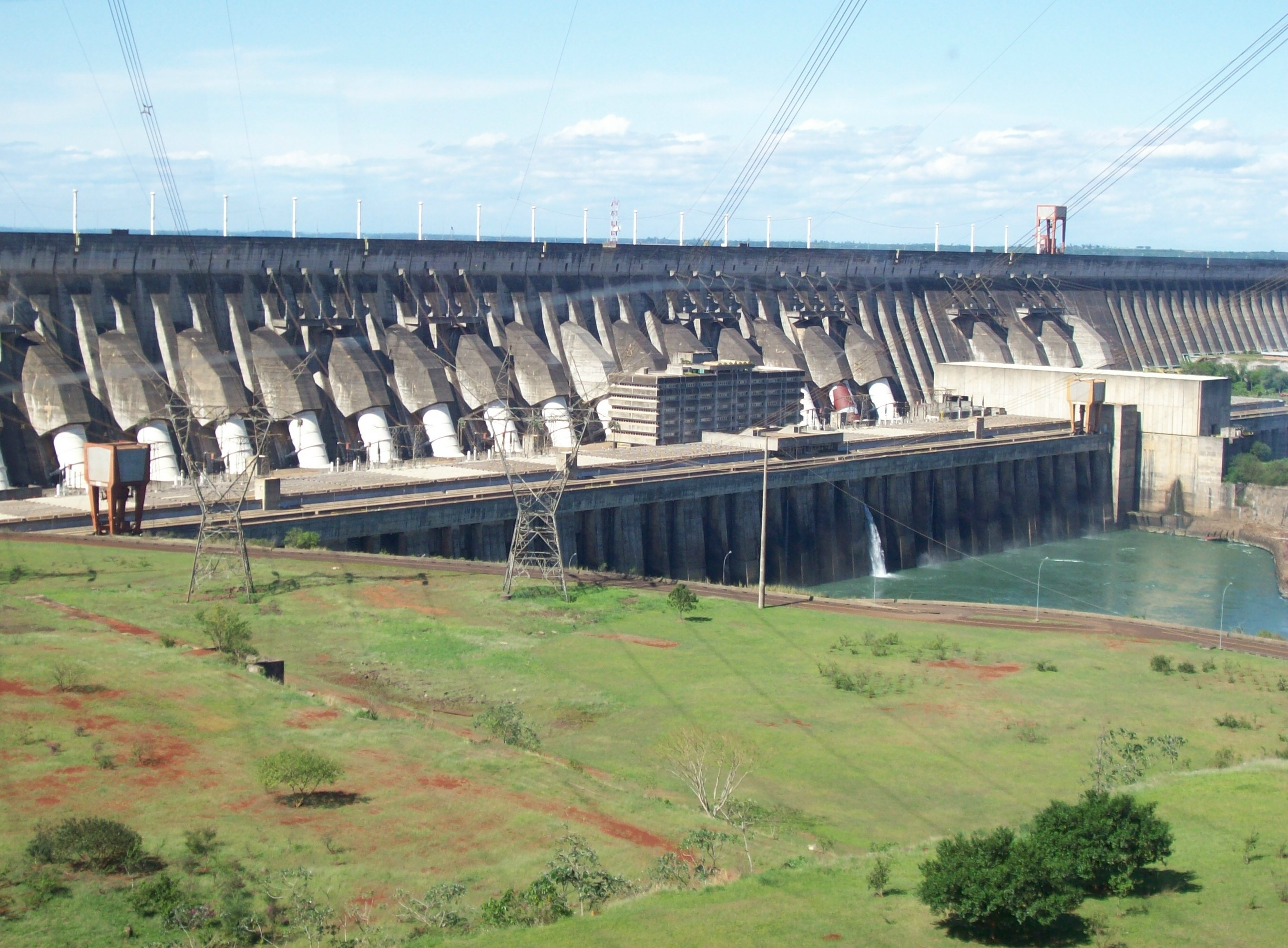
Le barrage d'Itaipu, entre le Brésil et le Paraguay, exemple de barrage-poids à contreforts
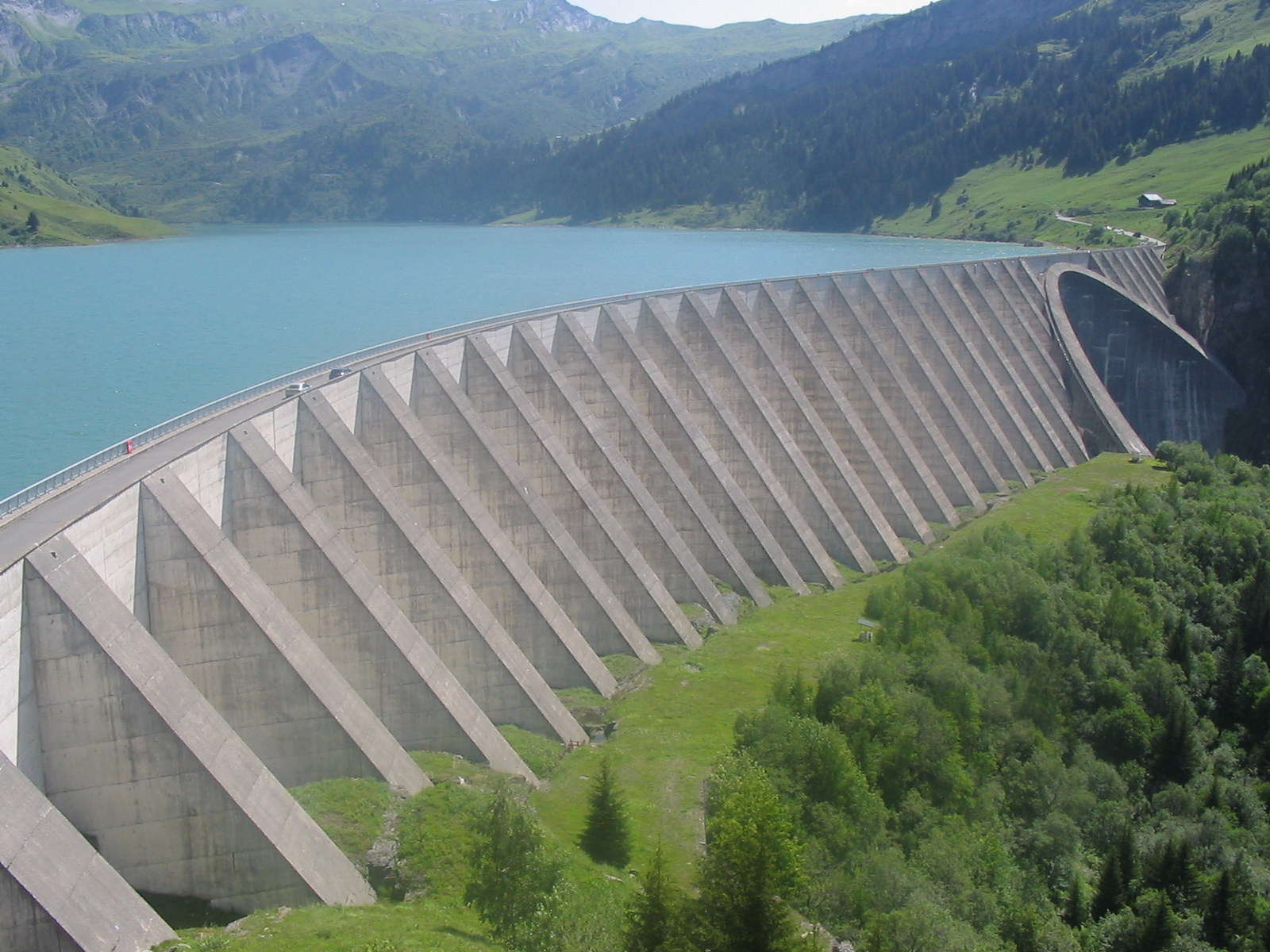
Le barrage de Roselend (bâti de 1955 à 1962) combine les techniques du poids et de la voûte, Savoie, France
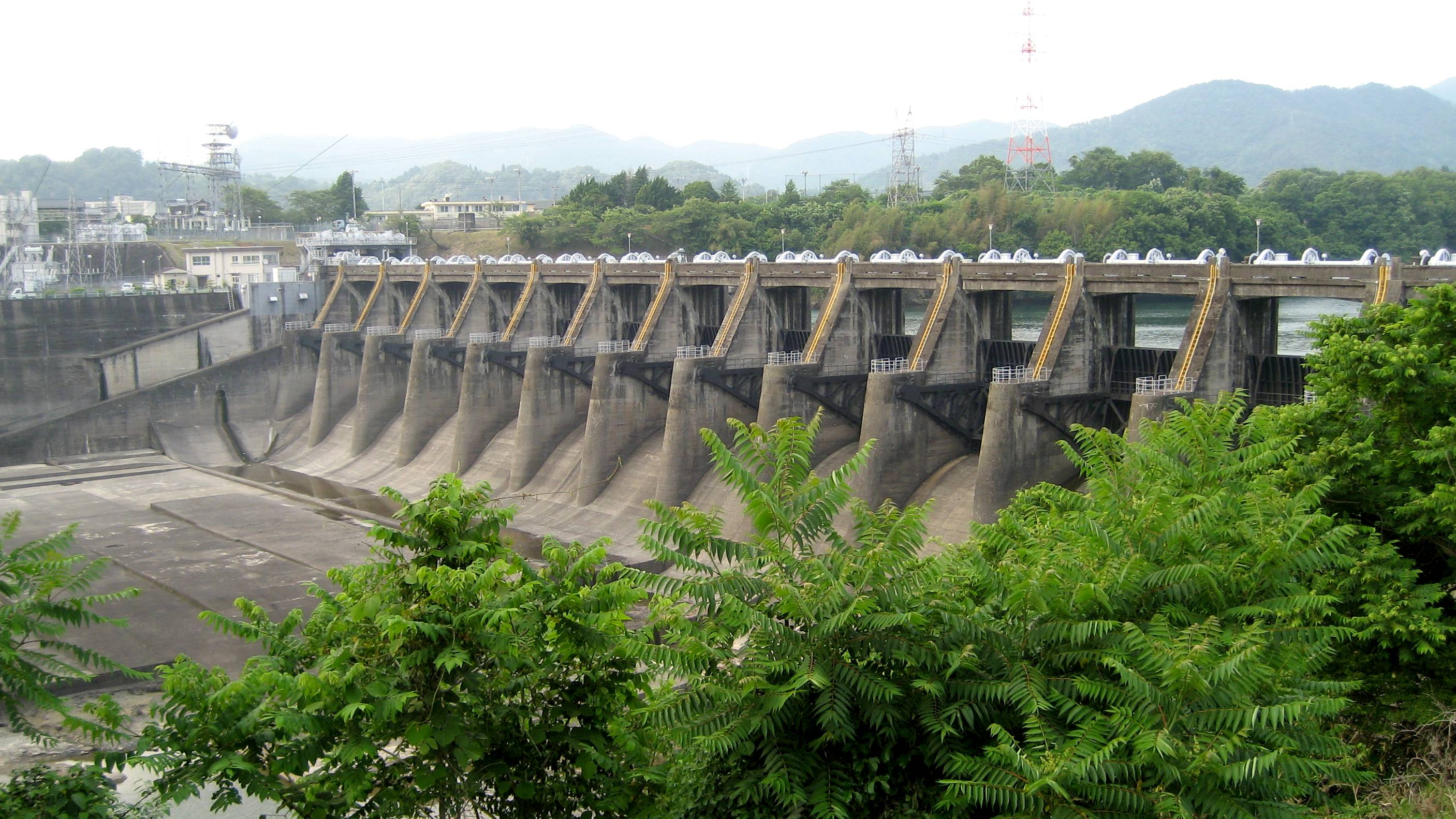
Le barrage de Kaneyama, Japon
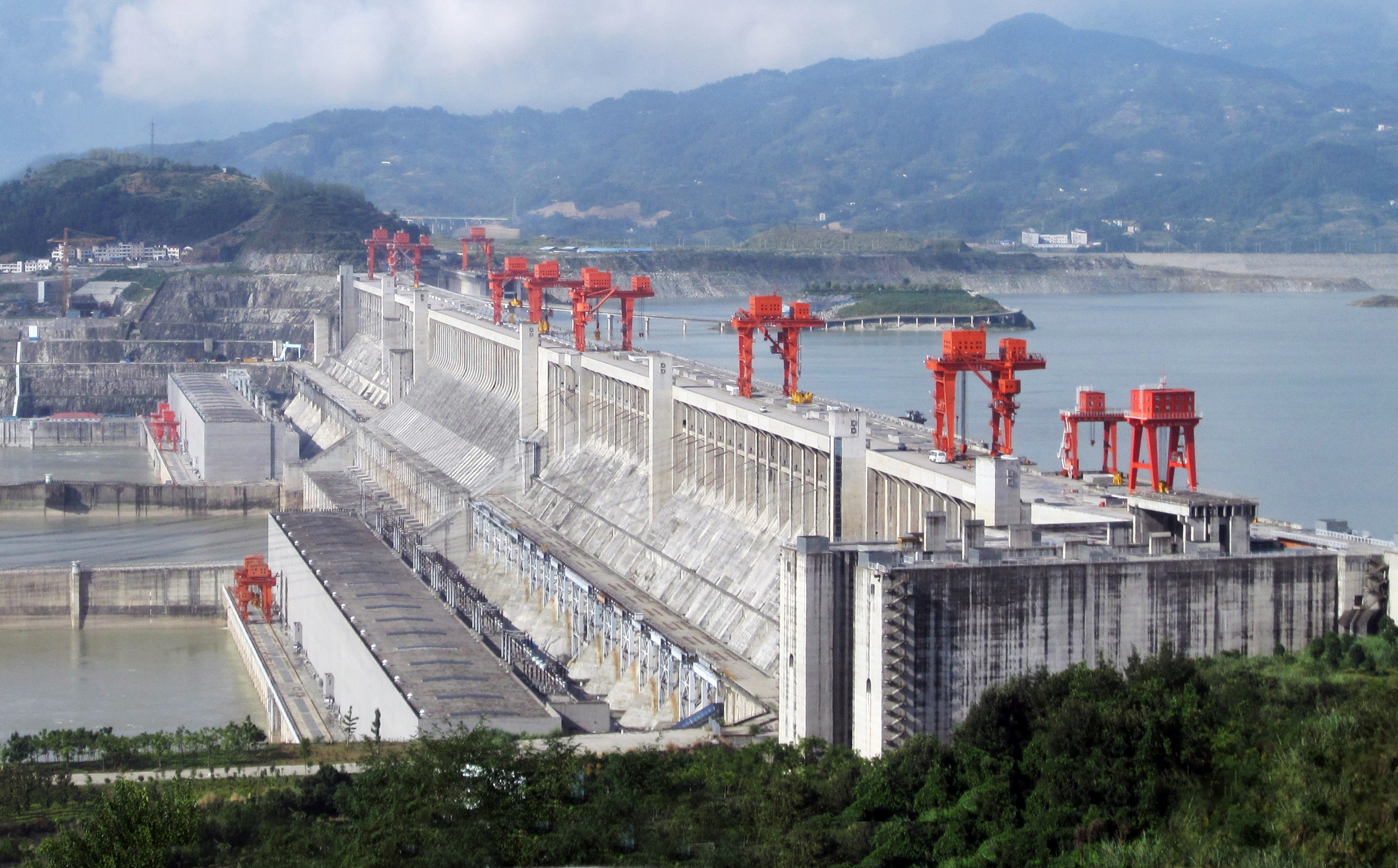
Le barrage des Trois-Gorges, Chine

### Par leurs hauteurs
Les barrages-poids peuvent être classés par rapport à leur hauteur :
- bas : jusqu'à 30 m ;
- moyennement haut : entre 30  et   100 m ;
- haut : plus de 100 m.

## Records
Le barrage de la Grande-Dixence en Valais dans les Alpes suisses, est le plus haut barrage-poids du monde avec 285 m de haut et le plus massif d'Europe.
Le premier barrage de ce type (et plus généralement en béton) est le barrage de la Maigrauge, situé à Fribourg, en Suisse. Il est mis en service en 1872.